# Vanitate

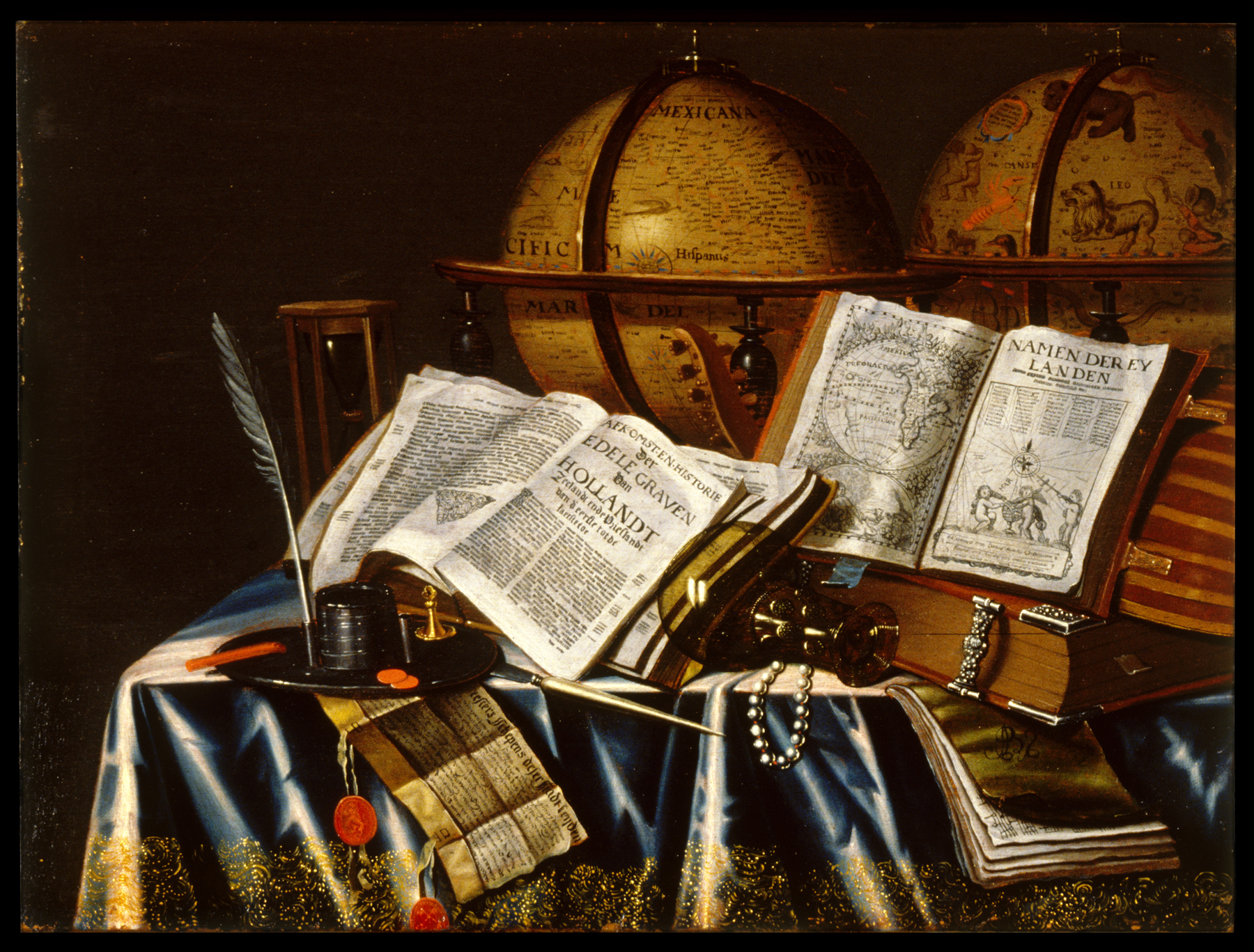
Acest tablou reprezintă „vanitas”-ul olandez de Adam Bernaert, Muzeul de Artă Walters.

Vanitatea este o credință exagerată în propriile abilități sau în atractivitatea față de alții. Anterior secolului al XIV-lea nu avea astfel de nuanțe narcisiste și însemna doar deșertăciune. Expresia înrudită slavă deșartă este considerată adesea acum ca un sinonim arhaic pentru vanitate, dar inițial a însemnat mândrie inutilă, adică lăudăroșenie nejustificată; deși glorie este văzut acum ca având un predominant sens pozitiv, în latină termenul gloria (din care derivă) înseamnă laudă și a fost adesea folosit ca o critică negativă.

## În religie și filosofie

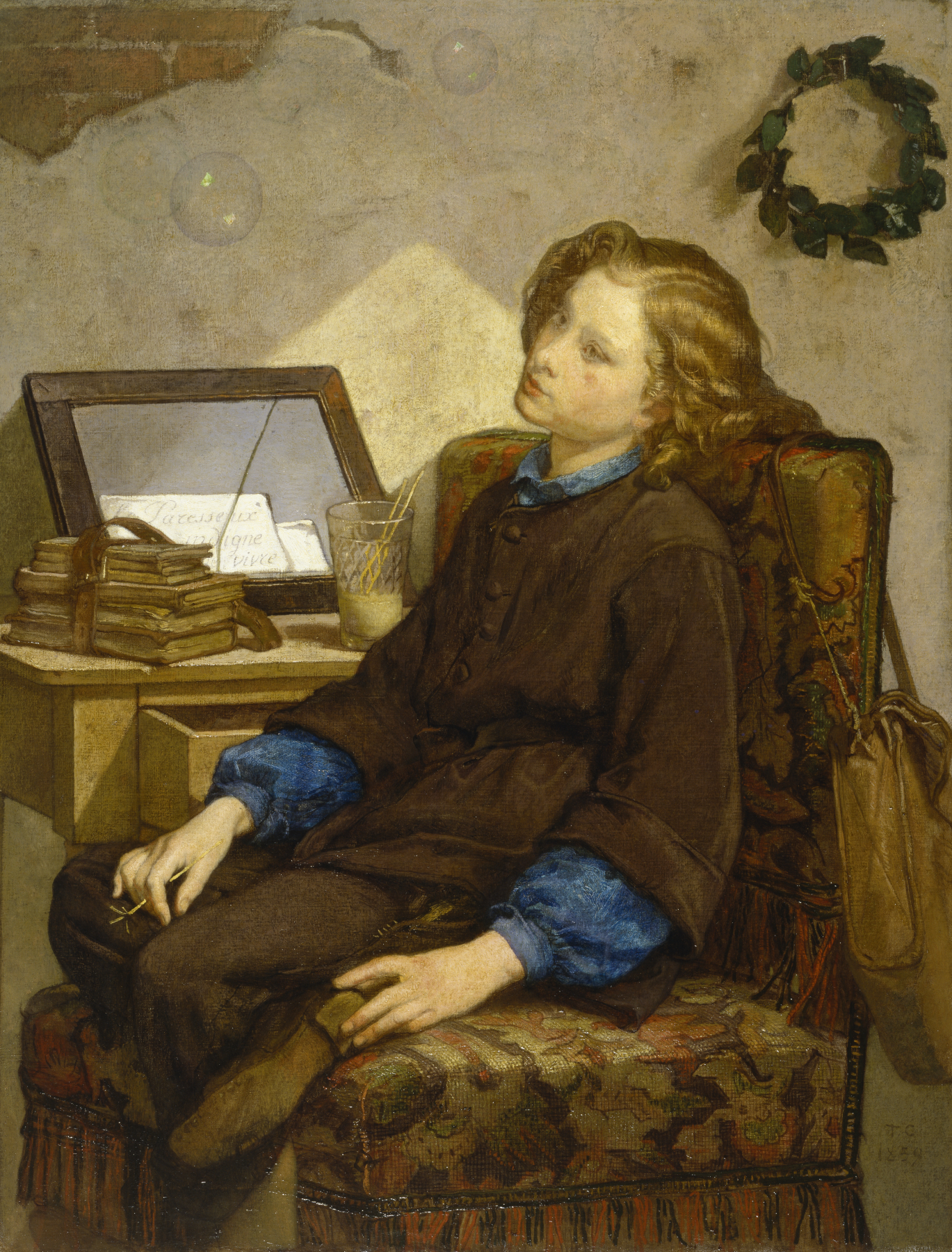
În acest tablou Visele de Thomas Couture, viciul vanității este reprezentat printr-un băiat suflând bule. Muzeul de Artă Walters.

În multe religii, vanitatea, în sensul său modern, este considerată o formă de autoidolatrie prin care omul se compară cu măreția lui Dumnezeu de dragul propriei imagini și, astfel, se îndepărtează de harul divin al lui Dumnezeu. În învățăturile creștine, vanitatea este un exemplu de mândrie, unul dintre cele șapte păcate capitale. De asemenea, în credința Bahai, Baha'u'llah folosește termenul „închipuire zadarnică”.
Din punct de vedere filozofic, vanitatea poate fi considerată o formă mai largă de egoism și mândrie. Friedrich Nietzsche a scris că „vanitatea este teama de a părea original: ea este, astfel, o lipsă de mândrie, dar nu neapărat o lipsă de originalitate”. Unul dintre aforismele lui Mason Cooley este „Vanitatea bine hrănită este binevoitoare. Vanitatea flămândă este dușmănoasă”.

## Simbolism
În arta occidentală, vanitatea fost adesea simbolizată de un păun sau în termeni biblici de Desfrânata Babilonului. În timpul Renașterii, vanitatea era reprezentată invariabil ca o femeie goală, uneori așezată sau întinsă pe o canapea, care se pieptăna și se uita în oglindă. Oglinda este, uneori, ținută de un demon sau de un amoraș. Alte simboluri ale vanității sunt bijuterii, monede de aur, o pungă cu bani sau personificarea morții.
În unele reprezentări artistice ale vanității apar suluri pe care scrie Omnia Vanitas („Totul este deșertăciune”), un citat din traducerea latină a Cărții Ecleziastul. Deși termenul vanitas (în traducere din latină „goliciune”) nu însemna inițial obsesia cuiva pentru propria imagine, ci zădărnicia eforturilor omenești în această lume, expresia rezumă preocuparea totală a subiectului reprezentat.
În tabloul Cele șapte păcate de moarte, Hieronymus Bosch reprezintă o femeie burgheză, admirându-se într-o oglindă ținută de un diavol; în spatele ei se află o casetă de bijuterii deschisă. Un tablou atribuit lui Nicolas Tournier, care atârnă în Muzeul Ashmolean, este O alegorie a justiției și vanității: o femeie tânără ține un cântar, simbolizând justiția; ea nu se uită la oglindă sau la craniul care se află pe masă în fața ei. Pictura Fata cu turban a lui Johannes Vermeer este uneori considerată a reprezenta păcatul vanității, pentru că tânăra s-a împodobit înainte de a poza în fața pictorului.

Totul este deșertăciune, de Charles Allan Gilbert

Totul este deșertăciune, de Charles Allan Gilbert (1873-1929), reprezintă această temă. O iluzie optică, pictura descrie ceea ce pare a fi un craniu mare care rânjește. La o examinare mai atentă, se dovedește a fi o femeie tânără, uitându-se la reflecția ei în oglindă. În filmul Pact cu Diavolul, Satan (Al Pacino) susține că „vanitatea este păcatul meu preferat”.
Astfel de lucrări artistice aveau scopul de a-i avertiza pe privitori cu privire la natura efemeră a tinereții și frumuseții, precum și la scurtimea vieții umane și la inevitabilitatea morții.